# ФК Комови
ФК Комови црногорски је фудбалски клуб из Андријевице, који се тренутно такмичи у регији Сјевер у оквиру Треће лиге Црне Горе.

## Историја
Клуб је основан 1934. године, као ФК Радник. Прије Другог светског рата играли су само утакмице ван лиге.Током 1946. тим је поново основан и клуб је назван ФК Комови, по истоименој планини. До седамдесетих година ФК Комови су учествовали у регионалном такмичењу (четврти ранг), а први успјех су постигли у сезони 1975-76. Те сезоне, први пут у историји, ФК Комови су освојили титулу шампиона Четврте црногорске лиге, чиме су се пласирали у Републичку лигу Црне Горе. У Републичкој лиги су провели само једну сезону.
Нови успешан период за клуб био је током деведесетих. 1996. године, након тешких утакмица са суседним ФК Језеро, тим из Андријевице је освојио још једну титулу у Четвртој лиги. Последња утакмица у сезони између ФК Језеро и ФК Комови у Плаву остала је упамћена по многим инцидентима, праћеним бројним рањеним гледаоцима и играчима домаће екипе. Овога пута ФК Комови су две узастопне сезоне провели у Републичкој лиги Црне Горе. Након 13. мјеста у сезони 1997-98, играли су утакмице плеј-офа за испадање против ФК Цетиње, али нису успјели (1-0; 0-2). То је био последњи пут да је ФК Комови играо у вишем рангу.
Након обнове независности, ФК Комови су постали дио црногорске Треће лиге - Сјевер.
ФК Комови су два пута освојили титулу у Купу Сјеверне регије – 2006. и 2018. године, па су два пута играли у првој фази Купа Црне Горе. Први пут, у сезони 2006-07, ФК Комови су побједили у првој фази против ФК Првијенац (1-0), али су елиминисани у осмини финала, где су се састали са друголигашем ФК Зора (1-5; 0). -0). Наредни пут ФК Комови су играли у Купу Црне Горе 2018/19. Испали су у првом колу од ФК Зета (0-6) и то је било први пут да је члан Прве ЦФЛ играо у Андријевици.

## Достигнућа
- Црногорска четврта лига – 2
  - побједници (2): 1975–76, 1995–96
- Куп сјеверне региије – 3
  - побједници (3): 2006, 2018, 2019

## Играчи
| No. | Pos. | Nation | Player               |
| --- | ---- | ------ | -------------------- |
| —   | GK   | MNE    | Дарко Лабовић        |
| —   | GK   | MNE    | Груда                |
| —   | DF   | MNE    | Лазар Кастратовић    |
| —   | DF   | MNE    | Милош Пепдјоновић    |
| —   | DF   | MNE    | Радован Фемић        |
| —   | DF   | MNE    | Ристо Михаљевић      |
| —   | DF   | MNE    | Рајко Коњевић        |
| —   | MF   | MNE    | Никола Барјактаровић |

| No. | Pos. | Nation | Player          |
| --- | ---- | ------ | --------------- |
| —   | MF   | SRB    | Игор Маринковић |
| —   | MF   | MNE    | Ервин Перићић   |
| —   | MF   | MNE    | Ирвин Муцић     |
| —   | MF   | MNE    | Илија Јокић     |
| —   | FW   | SRB    | Марко Јовановић |
| —   | FW   | SRB    | Драган Радовић  |
| —   | FW   | MNE    | Кенан Калић     |
| —   | FW   | SRB    | Стефан Лекић    |

## Стадион
ФК Комови своје домаће утакмице игра на стадиону Прљаније у Андријевици. Стадион је изграђен 1975. године. Реновиран је 2018. године. Прије 1975. године, ФК Комови су играли домаће утакмице на стадиону Злорјечица.

## Резултати у такмичењима у Црној Гори
| Сезона   | Степен | Лига                | Бр.екипа  | Позиција  | Куп             |
| -------- | ------ | ------------------- | --------- | --------- | --------------- |
| 2006/07. | 3      | Трећа лига — Сјевер | 7         | 6. мјесто | Осмина финала   |
| 2007/08. | 3      | Трећа лига — Сјевер | 7         | 6. мјесто | Није учествовао |
| 2008/09. | 3      | Трећа лига — Сјевер | 9         | Непознато | Није учествовао |
| 2009/10. | 3      | Трећа лига — Сјевер | Непознато | Непознато | Није учествовао |
| 2010/11. | 3      | Трећа лига — Сјевер | Непознато | Непознато | Није учествовао |
| 2011/12. | 3      | Трећа лига — Сјевер | Непознато | Непознато | Није учествовао |
| 2012/13. | 3      | Трећа лига — Сјевер | Непознато | Непознато | Није учествовао |
| 2013/14. | 3      | Трећа лига — Сјевер | Непознато | Непознато | Није учествовао |
| 2014/15. | 3      | Трећа лига — Сјевер | Непознато | Непознато | Није учествовао |
| 2015/16. | 3      | Трећа лига — Сјевер | 8         | Непознато | Није учествовао |
| 2016/17. | 3      | Трећа лига — Сјевер | 9         | 4. мјесто | Није учествовао |
| 2017/18. | 3      | Трећа лига — Сјевер | 10        | 3. мјесто | Није учествовао |
| 2018/19. | 3      | Трећа лига — Сјевер | 10        | 6. мјесто | Прво коло       |
| 2019/20. | 3      | Трећа лига — Сјевер | 8         | 4. мјесто | Прво коло       |
| 2020/21. | 3      | Трећа лига — Сјевер | 8         | 7. мјесто | Није учествовао |
| 2021/22. | 3      | Трећа лига — Сјевер | 8         | 3. мјесто |                 |
| 2022/23. | 3      | Трећа лига — Сјевер | 9         | 4. мјесто |                 |
| 2023/24. | 3      | Трећа лига — Сјевер | 9         | 5. мјесто |                 |
| 2024/25. | 3      | Трећа лига — Сјевер | 9         | 3. мјесто |                 |